# Hidrogen verd
L'hidrogen verd (GH2 o GH₂) és l'hidrogen produït utilitzant energies renovables per alimentar l'electròlisi de l'aigua. L'hidrogen verd té emissions de carboni significativament més baixes que l'hidrogen gris, el qual es produeix mitjançant la reformació amb vapor de gas natural i representa el 95% del mercat. L'hidrogen verd produït per l'electròlisi de l'aigua és menys del 0,1% de la producció total d'hidrogen. Es pot utilitzar per descarbonitzar sectors difícils d'electrificar, com la producció d'acer i ciment, i així ajudar a limitar el canvi climàtic.
L'hidrogen verd certificat requereix una reducció d'emissions >60-70% per sota del llindar d'intensitat d'emissions de referència (= emissions de gasos d'efecte hivernacle d'hidrogen gris, per exemple, valors de referència segons la Directiva d'Energies Renovables RED II). La majoria de l'hidrogen produït a nivell mundial l'any 2020 deriva de fonts de combustibles fòssils atès que el 99% del combustible d'hidrogen prové de fonts basades en carboni i no és hidrogen verd.
L'alt cost de producció és el principal factor darrere del baix ús d'hidrogen verd. No obstant això, el Departament d'Energia dels Estats Units preveu que l'economia de l'hidrogen creixi, amb algunes previsions del cost de la producció d'hidrogen que indiquen que caurà de 6 $/kg el 2015 a uns 2 $/kg el 2025. El preu de 2 dòlars/kg es considera un punt d'inflexió potencial que farà que l'hidrogen verd sigui competitiu davant d'altres fonts de combustible.
L'hidrogen verd es pot barrejar amb les canonades de gas natural existents i també s'utilitza per produir amoníac verd. Els organismes de la indústria de l'hidrogen suggereixen que l'amoníac verd serà competitiu en costos amb l'amoníac produït convencionalment (amoníac gris), el principal constituent de la producció de fertilitzants, el 2030.

## Usos
L'hidrogen es pot utilitzar com a combustible d'hidrogen per a piles de combustible o motors de combustió interna. Els vehicles d'hidrogen no es limiten als automòbils sinó que els camions també estan dissenyats per funcionar amb hidrogen verd. El 2020, les principals empreses europees van anunciar plans per canviar les seves flotes de camions a l'energia d'hidrogen. A més, Airbus està dissenyant avions propulsats per hidrogen, amb un llançament previst del primer avió comercial per al 2035. Tanmateix, Airbus ha advertit que l'hidrogen no s'utilitzarà majoritàriament en avions abans del 2050.
L'hidrogen es pot utilitzar per cuinar i escalfar les llars. La calefacció d'hidrogen s'ha proposat com una alternativa per alimentar la majoria de les cases del Regne Unit per al 2050. El govern britànic té la intenció d'impulsar projectes pilot.
Els gasoductes de gas natural s'utilitzen de vegades per a transportar hidrogen, tot i que s'haurien de millorar moltes canonades per al transport d'hidrogen. La indústria del gas natural i la seva infraestructura podrien suposar un obstacle per a l'adopció d'hidrogen verd per als països que pretenen ser neutres en carboni. Un programa pioner a Cappelle-la-Grande ja ha barrejat hidrogen a la xarxa de gas de 100 habitatges.

## Unió Europea
El juliol de 2020, la Unió Europea va presentar l'Hydrogen Strategy for a Climate-Neutral Europe amb l'objectiu d'assolir la neutralitat de carboni incorporant l'hidrogen als seus plans. Una moció de suport a aquesta estratègia va ser aprovada al Parlament Europeu el 2021. El pla es divideix en tres fases. El primer, del 2020 al 2024, té com a objectiu descarbonitzar tota la producció d'hidrogen existent. La segona fase (2024-2030) integrarà l'hidrogen verd al sistema energètic. La tercera fase (2030 a 2050) veurà un desplegament a gran escala d'hidrogen en el procés de descarbonització. El grup d'inversió Goldman Sachs estima que l'hidrogen serà el 15% de la combinació energètica de la UE el 2050.
Sis estats membres de la Unió Europea: Alemanya, Àustria, França, Països Baixos, Bèlgica i Luxemburg, van demanar que el finançament de l'hidrogen estigués sostinguda per la legislació. Alemanya ha invertit 9.000 milions d'euros per construir 5 GW de capacitat d'hidrogen el 2030. Molts països membres han creat plans per importar hidrogen d'altres estats, especialment del nord d'Àfrica. Aquests plans augmentarien la producció d'hidrogen tot i que també se'ls ha acusat d'intentar exportar els canvis necessaris a Europa. La Unió Europea va exigir que, a partir del 2021, totes les turbines de gas noves fabricades estiguessin preparades per a cremar una barreja d'hidrogen i gas natural.
El febrer de 2021, una trentena d'empreses van anunciar un projecte pioner per a subministrar hidrogen amb seu a Espanya. El projecte tenia previst començar el 2022, creant 93 GW de capacitat solar i 67 GW d'electròlisi a finals de la dècada. L'abril de 2021, Portugal va anunciar plans per construir la primera planta d'energia solar per a produir hidrogen el 2023. L'empresa energètica amb seu a Lisboa Galp va anunciar plans per a construir un electrolitzador per alimentar la seva refineria el 2025.

## Recerca i desenvolupament
Tot i que ja existeixen múltiples tecnologies d'hidrogen verd, hi ha línies de recerca en curs per a noves vies tecnològiques per a l'hidrogen verd. Per exemple, l'any 2020 es va informar del desenvolupament de microdroplets per a cèl·lules d'algues o reactors microbians esferoides multicel·lulars sinèrgics algues-bacteris capaços de produir oxigen i biohidrogen mitjançant la fotosíntesi a la llum del dia sota l'aire.
El 2020, la Comissió Europea va adoptar una nova estratègia dedicada a l'hidrogen a la UE que inclou la investigació i innovació d'acord amb el Pacte Verd Europeu. L'European Green Hydrogen Acceleration Center té l'encàrrec de desenvolupar una economia d'hidrogen verd de 100.000 milions d'euros l'any 2025.
El desembre de 2020, les Nacions Unides juntament amb l'organització estatunidenca Rocky Mountain Institute i diverses empreses van presentar el grup d'interès Green Hydrogen Catapult, que té per objectiu reduir el cost de l'hidrogen verd per sota dels 2 dòlars per quilogram (equivalent a 50 dòlars per megawatt hora) per al 2026.
L'any 2021, amb el suport dels governs d'Àustria, Xina, Alemanya i Itàlia, l'Organització de les Nacions Unides per al Desenvolupament Industrial va llançar el Programa global per a GH2 a la indústria per a estimular l'acceleració i el desplegament de GH2 a les indústries dels països en desenvolupament i les economies en transició.

## Integració a la xarxa elèctrica
Hi ha un gran interès en la possible integració de l'hidrogen verd amb les formes existents d'energia renovable. En particular, hi ha interessos centrats en l'ús de l'hidrogen verd com a solució neutra en carboni per abordar les dificultats d'integrar els recursos d'energia renovable a la xarxa elèctrica. Un dels problemes més importants amb la integració directa de l'energia solar i eòlica a la xarxa és el risc de desequilibri de l'oferta i la demanda a la xarxa elèctrica pel comportament intermitent dels recursos d'energia renovable. Durant els períodes punta de vent o de llum diürna, l'excés d'energia a la xarxa pot ser tan perjudicial com no poder subministrar prou electricitat per satisfer les demandes d'ús. L'hidrogen verd pot actuar com a dispositiu d'emmagatzematge d'energia estabilitzador. Els mètodes d'electròlisi d'aigua existents, com l'electròlisi d'aigua alcalina, són vulnerables als riscos que poden sorgir si la font d'energia per a l'electròlisi no es pot mantenir a la capacitat màxima i poden fer que l'hidrogen evolucionat trobi oxigen evolucionat, amb el risc d'explosió a l'electrolitzador i requerint la desactivació del sistema d'electròlisi per a eliminar l'hidrogen. Una solució proposada és utilitzar la quitina, que es produeix a més de 100.000 milions de tones a l'any a partir de la natura com a recurs de biomassa potencialment escalable per actuar com una alternativa a l'evolució d'oxigen en el procés de generació d'hidrogen. Això comportaria el consum de quitina i aigua per produir hidrogen i àcid acètic, fet que evita el risc de reacció hidrogen-oxigen i manté l'escalabilitat. En executar aquest procés utilitzant l'energia solar dels panells solars fotovoltaics, es pot generar gas d'hidrogen que entra en la categoria d'hidrogen verd. Aquest fet també té un incentiu econòmic de poder produir àcid acètic amb rendiments d'entre el 73,7 i el 77,5% com a subproducte que es podria utilitzar o vendre.